# Romeroa
Romeroa là một chi thực vật thuộc họ Bignoniaceae.

## Các loài
Chi này có các loài sau (tuy nhiên danh sách này có thể chưa đủ):
- Romeroa verticillata, Dugand